# Maison de Karađorđe à Rača
La maison de Karađorđe à Rača (en serbe cyrillique : Карађорђев дом у Рачи ; en serbe latin : Karađorđev dom u Rači) se trouve à Rača, dans le district de Šumadija, en Serbie. Elle est inscrite sur la liste des monuments culturels protégés de la république de Serbie (identifiant no SK 956).

## Présentation

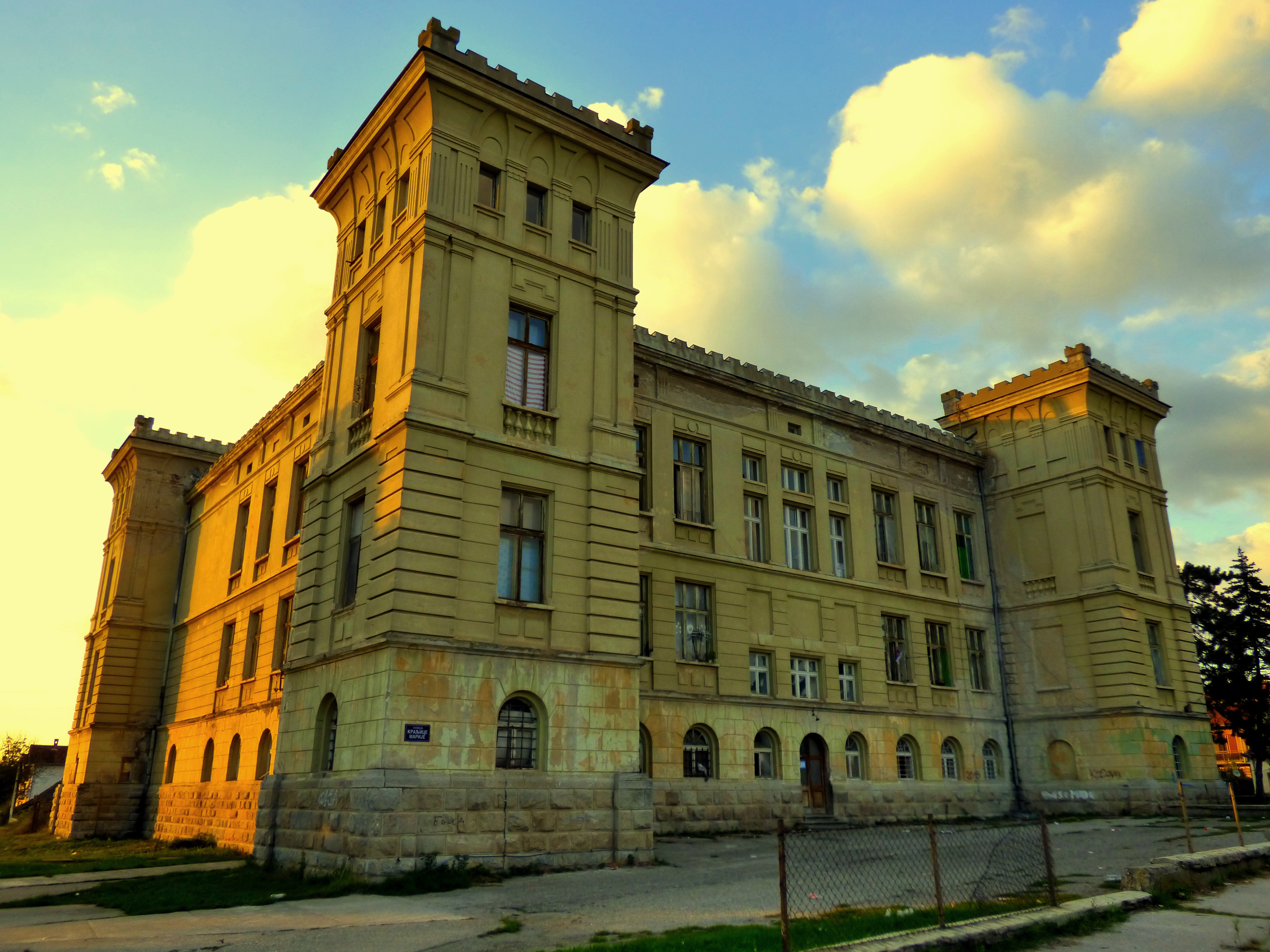
Autre vue de la maison.

La « maison de Karađorđe » (Karageorges) a été construite pour accueillir les enfants abandonnés et les orphelins de la banovine du Danube ; la construction a été rendue possible grâce à des dons de la reine Marie et de riches citoyens de Rača. Elle a été conçue par l'architecte Dušan Mičević et a été édifiée de 1929 à 1933. Le bâtiment est caractéristique du style éclectique avec des éléments néo-Renaissance et Sécession visibles dans les balcons, l'encadrement des fenêtres et le portail principal en fer forgé.
De plan carré, le bâtiment est doté de quatre tours d'angle hautes de 17 m ; cette hauteur atteint 19 m au niveau de l'avancée centrale de la façade principale. L'ensemble, y compris les tours, est couronné de créneaux qui rappellent les constructions médiévales.
Au rez-de-chaussée se trouvaient une cuisine, un réfectoire, des sanitaires, une buanderie et un atelier d'entretien. Les étages étaient occupés par les chambres, les salles de classe et les bureaux.
À l'origine, la façade était peinte en ocre ; elle est aujourd'hui peinte en vert.
En 1998, une plaque commémorative en bronze a été apposée à droite de la porte principale pour marquer l'anniversaire de la rupture du Front de Salonique en 1918.